# بيتر بوس (لاعب كرة قدم)
بيتر بوس (بالهولندية: Pieter Bos)‏ هو لاعب كرة قدم هولندي، ولد في 23 فبراير 1997 في باوتنبوست في هولندا.